# Ometeotl
Ometeotl is naam van de dubbelgod Ometecutli/Omecihuatl in de Azteekse mythologie.
Het achtervoegsel –teotl werd oorspronkelijk vertaald als god, maar de meeste vertalers verkiezen tegenwoordig Heer, aangezien het concept niet gelijkwaardig is aan het Europese concept van een god. Sommigen vertalen "teotl" met energie, maar dit wordt niet algemeen aanvaard.
De letterlijke vertaling van de naam is "Heer van de twee", Miguel León-Portilla interpreteert dit als "Heer van de Dualiteit".
In de Azteekse traditie, is Ometeotl/Omecihuatl een dubbelgod, een man en een vrouw, die de schepper was van Cemanahuatl. Is het mannelijke aspect van Ometeotl Ometecutli, is zijn/haar vrouwelijk aspect Omecihuatl. Hij/zij dwaalde door en besliste over Omeyocan ("Twee Plaats"), het huis van de goden.
Er waren geen tempels gewijd aan deze god, maar de verwijzingen naar Ometeotl verschijnen in een aantal post-verovering-codices en poëzie.
Andere namen verwezen ook naar Ometeotl: Tloque Nahuaque ("Eigenaar van Dichtbijgelegen en Ver"), Moyocoyatzin ("Uitvinder van zichzelf") en Ipalnemohua ("Gever van het Leven").
Ometecuhtli ("twee-heer"; ook wel Ometeoltloque, Ometecutli, Tloque Nahuaque, Citlatonac), het mannelijke aspect, was een god die werd geassocieerd met vuur en was een scheppingsgod en ook een van de hoogste goden in het pantheon, maar desondanks had hij geen actieve cult en werd hij ook niet actief aanbeden.

## Een Azteeks gedicht
"De gever van het leven spot met ons

slechts een droom die wij hebben achtervolgd

oh mijn vrienden

ons hart vertrouwen.

Maar hij spot werkelijk met ons

maar met emotie hebben wij genoten van

van de groene dingen en van de schilderijen.

De gever van het leven zorgt dat wij leven

hij weet, hij heerst

hoe wij, de mensen, zullen sterven

niemand, niemand, niemand

leeft werkelijk op aarde".
(Manuscript, Cantares Mexicanos/Nationale Bibliotheek van Mexico)